# Нижнеусцелёмовское сельское поселение
Нижнеусцелёмовское се́льское поселе́ние — муниципальное образование в Уйском районе Челябинской области Российской Федерации. В рамках административно-территориального устройства муниципальное образование  соответствует административно-территориальной единице Нижнеусцелёмовский сельсовет.
Административный центр — село Нижнеусцелёмово.

## История
Статус и границы сельского поселения установлены Законом Челябинской области от 17 сентября 2004 года № 278-ЗО «О статусе и границах Уйского муниципального района и сельских поселений в его составе»

## Население
| 2002 | 2010  | 2011  | 2012  | 2013  | 2014 | 2015 |
| ---- | ----- | ----- | ----- | ----- | ---- | ---- |
| 1210 | ↘1123 | ↘1122 | ↘1086 | ↘1035 | ↘971 | ↘961 |
| 2016 | 2017  | 2018  | 2019  | 2020  | 2021 |      |
| ↘952 | ↘916  | ↘909  | ↘902  | ↗906  | ↗952 |      |

## Состав сельского поселения
| № | Населённый пункт | Тип населённого пункта       | Население |
| - | ---------------- | ---------------------------- | --------- |
| 1 | Берёзовка        | посёлок                      | ↘174      |
| 2 | Вишнёвка         | посёлок                      | ↘192      |
| 3 | Нижнеусцелемово  | село, административный центр | ↘757      |